# 네트워크 모델

네트워크 모델의 예.

네트워크 모델(network model)은 오브젝트와 이에 대한 관계를 나타내는 유연한 방식으로 이해할 수 있는 데이터베이스 모델이다. 망 모형이라고도 한다.

## 개요
계층형 데이터베이스 모델은 데이터를 각 레코드가 하나의 부모 레코드와 수많은 자식 레코드를 이루는, 레코드의 트리로 구성하지만, 네트워크 모델은 각 레코드가 여러 부모와 자식 레코드를 가질 수 있게 함으로써 하나의 일반화된 그래프 구조를 이룬다.

## 역사
네트워크 모델의 발명자는 찰스 바크만이며, CODASYL 컨소시엄에 의해 1969년 출판된 표준 사양으로 개발되었다. 제2판은 1971년 출판되었으며, 대부분의 구현체들을 위한 기초가 되었다. 최종 작업은 1980년대 초에 계속되어, ISO 사양에 포함되었으나 제품들에 영향을 거의 미치지는 못했다.

## 데이터베이스 시스템
네트워크 모델을 사용하는 일부 잘 알려진 데이터 시스템은 아래와 같다.
- 통합 데이터 저장(IDS, Integrated Data Store)
- IDMS (통합 데이터베이스 관리 시스템)
- RDM 임베디드
- RDM 서버
- 터보이미지
- 유니박 DMS-1100

## 같이 보기
- 그래프 데이터베이스